# 호리고메 유토 (스케이트보딩 선수)
호리고메 유토(일본어: 堀米 雄斗, ほりごめ ゆうと, 1999년 1월 7일 ~ )는 일본의 스케이트보딩 선수이다. 2020년 하계 올림픽 남자 스케이트보딩에 출전하여 금메달을 획득하였다.

## 생애
도쿄도 고토구 출신이며, 6살때부터 스케이트 보딩 선수인 아버지로부터 영향을 받아 스케이트보딩을 시작했다.
2014년과 2015년, 2년 연속으로 일본 스케이트보딩 협회의 연간 그랜드 챔피언을 달성하였다. 2016년 스케이트 보딩의 본고장에서 활동하겠다는 마음으로 미국 로스앤젤레스로 이주하였다.
2017년 스케이트보딩의 최고봉으로 꼽히는 러시아 스트리트 리그에서 준우승을 차지하였고, 2018년 영국 런던에서 열린 대회에서 일본인 최초로 우승을 거머쥐었다.
2021년 7월 25일, 제32회 하계 올림픽 스케이트보딩 최초의 금메달리스트가 되었다.

## 전적

### 2014년
- 일본 스케이트보딩 협회(AJSA) - 연간 그랜드 챔피언

### 2015년
- 일본 스케이트보딩 협회(AJSA) - 연간 그랜드 챔피언

### 2017년
- PHX AM 2017 - 2위
- STREET LEAGUE SKATEBOARDING BACERONA - 3위
- STREET LEAGUE SKATEBOARDING MUNICH - 2위
- DEW TOUR 2017 - 스트리트 부문3위、팀 부문 BLIND팀우승
- OI STU OPEN 2017 - 우승

### 2018년
- DEW TOUR 2018 - 우승
- X-GAMES - ４위 입상
- Street League WORLD TOUR London PRO OPEN - 우승
- Street League WORLD TOUR LOS ANGELES - 우승
- Street League WORLD TOUR Huntington Beach - 우승

### 2021년
- 2020년 하계 올림픽 남자 스케이트 보딩 - 금메달

### 2024년
- 2024년 하계 올림픽 남자 스케이트 보딩 - 금메달